# Antixadrez
Anti-Xadrez, também chamado de Xadrez zero, Xadrez Suicida, Quem ganha, perde (Losing Chess, Loser's Chess), Zero Chess, Giveaway Chess, Take-me Chess, Reverse Chess  é uma variante do xadrez cujo objetivo é perder todas as peças do jogo.

## Regras
|   | a                              | b                              | c                              | d                              | e                              | f                              | g                              | h                              |   |
| 8 | a6 preto peão · h2 branco peão | a6 preto peão · h2 branco peão | a6 preto peão · h2 branco peão | a6 preto peão · h2 branco peão | a6 preto peão · h2 branco peão | a6 preto peão · h2 branco peão | a6 preto peão · h2 branco peão | a6 preto peão · h2 branco peão | 8 |
| 7 | a6 preto peão · h2 branco peão | a6 preto peão · h2 branco peão | a6 preto peão · h2 branco peão | a6 preto peão · h2 branco peão | a6 preto peão · h2 branco peão | a6 preto peão · h2 branco peão | a6 preto peão · h2 branco peão | a6 preto peão · h2 branco peão | 7 |
| 6 | a6 preto peão · h2 branco peão | a6 preto peão · h2 branco peão | a6 preto peão · h2 branco peão | a6 preto peão · h2 branco peão | a6 preto peão · h2 branco peão | a6 preto peão · h2 branco peão | a6 preto peão · h2 branco peão | a6 preto peão · h2 branco peão | 6 |
| 5 | a6 preto peão · h2 branco peão | a6 preto peão · h2 branco peão | a6 preto peão · h2 branco peão | a6 preto peão · h2 branco peão | a6 preto peão · h2 branco peão | a6 preto peão · h2 branco peão | a6 preto peão · h2 branco peão | a6 preto peão · h2 branco peão | 5 |
| 4 | a6 preto peão · h2 branco peão | a6 preto peão · h2 branco peão | a6 preto peão · h2 branco peão | a6 preto peão · h2 branco peão | a6 preto peão · h2 branco peão | a6 preto peão · h2 branco peão | a6 preto peão · h2 branco peão | a6 preto peão · h2 branco peão | 4 |
| 3 | a6 preto peão · h2 branco peão | a6 preto peão · h2 branco peão | a6 preto peão · h2 branco peão | a6 preto peão · h2 branco peão | a6 preto peão · h2 branco peão | a6 preto peão · h2 branco peão | a6 preto peão · h2 branco peão | a6 preto peão · h2 branco peão | 3 |
| 2 | a6 preto peão · h2 branco peão | a6 preto peão · h2 branco peão | a6 preto peão · h2 branco peão | a6 preto peão · h2 branco peão | a6 preto peão · h2 branco peão | a6 preto peão · h2 branco peão | a6 preto peão · h2 branco peão | a6 preto peão · h2 branco peão | 2 |
| 1 | a6 preto peão · h2 branco peão | a6 preto peão · h2 branco peão | a6 preto peão · h2 branco peão | a6 preto peão · h2 branco peão | a6 preto peão · h2 branco peão | a6 preto peão · h2 branco peão | a6 preto peão · h2 branco peão | a6 preto peão · h2 branco peão | 1 |
|   | a                              | b                              | c                              | d                              | e                              | f                              | g                              | h                              |   |

- As peças se movimentam da mesma maneira que no xadrez.
- É obrigatório capturar.
- Quando mais de uma captura estiver disponível, o jogador pode escolher qual peça capturar.
- O Rei pode ser capturado como qualquer outra peça.
- Não há xeque ou xeque-mate.
- Não há o movimento de roque.
- Os peões podem ser promovidos a Rei.

No caso de rei afogado, existem diferentes regras:
- Vence quem foi "afogado" (regra internacional)
- O jogo é considerado empatado (regra AISE).
- É declarado o vencedor o jogador com o menor número de peças, se ambos tiverem a mesma quantidade o jogo está empatado. O tipo da peça não faz diferença.

O jogo também pode terminar empatado pela repetição de três posições, acordo mútuo ou a regra dos cinquenta movimentos.  O jogo também é declarado empatado se não for possível a vitória; por exemplo: um bispo da casa escura e um da casa clara são as únicas peças restantes. Em outras versões menos jogadas, forçar seu oponente  a aplicar o xeque-mate é uma opção de vitória.
Por causa da obrigatoriedade da captura algumas partidas de anti-xadrez envolvem uma longa sequência de capturas de um jogador. Isto significa que o menor erro pode arruinar todo o jogo.  Algumas aberturas ruins incluem 1.b4, 1.d3, 1.d4, 1.e4, 1.f4, 1.h3, 1.h4, 1.Cf3 e 1.Cc3. Algumas destas aberturas demoraram meses para os computadores resolver, mas a vitória por 1.d3, 1.d4, e 1.e4 consiste de uma série simples de capturas forçadas que um enxadrista experiente consegue executar facilmente.

## Ligações Externas
- Aplicativo Anti-xadrez
- Base de dados de partidas de Xadrez Suicida
- Melhore o nível Crazy Chess, Site Oficial da Liga do Enxadrista, acessada em 24 de julho de 2011